# Merel Mooren
Merel Else Mooren (Haarlem, 22 september 1982) is een Nederlandse beachvolleybalster.
Net als alle andere beachvolleybalspelers en speelsters begon Merel Mooren met zaalvolleybal. Na 5 jaar in de eredivisie voor het Amstelveense Martinus te hebben gespeeld maakte zij de overgang naar het beachvolleybal.
In 2003 werd zij met haar partner Sanne Keizer Nederlands kampioen. Vanaf 2005 vormt zij een vast koppel met Rebekka Kadijk. Twee tweede plaatsen bij Europese kampioenschappen, drie Nederlandse titels en een zevende plaats bij de wereldkampioenschappen waren haar beste prestaties. Op de Olympische Spelen van 2008 in Peking kwam ze uit voor Nederland. Ze eindigde hierbij op een gedeelde negentiende plaats.
Nadat Kadijk in 2008 stopte volleybalde Mooren nog samen met Jantine van der Vlist en Marloes Wesselink; met Wesselink haalde ze bij de WK 2009 de zestiende finale. Mooren besloot in december 2012 te stoppen met beachvolleybal.
Mooren is rechtshandig en woont in Amstelveen.